# Nina Giustiniani
Marchesa Anna Schiaffino Giustiniani, detta Nina (Parigi, 9 agosto 1807 – Genova, 30 aprile 1841), è stata una nobildonna e patriota italiana.
È ricordata per la relazione di grande amicizia con riflessi sentimentali che ebbe con il futuro statista Camillo Benso, conte di Cavour, da lei conosciuto quando questi approdò a Genova il 29 marzo 1830 per iniziare la sua attività di ufficiale alla Direzione del Genio dell'Esercito del Regno di Sardegna.
Madre di tre figli, ebbe una vita tormentata e morì suicida all'età di 33 anni.

## Biografia
Figlia del barone Giuseppe Schiaffino, di Recco, e di Maddalena Corvetto, detta Manin (figlia di Luigi Emanuele Corvetto, economista e ministro delle finanze francese, consigliere di stato e conte per volontà di Napoleone Bonaparte, già esponente di spicco della Repubblica Ligure), venne soprannominata Nina dallo stesso Cavour (mentre l'appellativo Leopardina le venne dall'entourage letterario di Giacomo Leopardi).
Trascorse la prima infanzia a Parigi, crescendo in un ambiente aristocratico: il padre era entrato al servizio di Luigi XVIII di Francia all'indomani della Restaurazione e, nel 1817, quando Nina aveva dieci anni, era stato nominato console generale di Francia a Genova. Lasciato, quindi, il palazzo parigino di Rue des Moulins, si stabilì con la famiglia in Liguria. Precettori di vari paesi le fornirono una formazione classica nell'abitazione di Palazzo Doria-Spinola in Strada Nuova (nel ventunesimo secolo via Garibaldi), dove avevano sede gli uffici del consolato.
Diciannovenne andò sposa al marchese Stefano Giustiniani, maggiore di lei di sette anni, appartenente ad una delle più influenti famiglie genovesi e vicino agli ambienti di corte del re Carlo Felice di Savoia.
A Genova la marchesa animò dal 1827 quello che fu uno dei salotti filo-repubblicani dell'Ottocento svolgendo attività di patriota con raccolta di fondi e propaganda fra le personalità simpatizzanti della Giovine Italia mazziniana. Fra i frequentatori del suo salotto vi erano Agostino Spinola, Giacomo Balbi Piovera, Nicola Cambiaso e Bianca Rebizzo, moglie di Lazzaro Rebizzo e in seguito amante dell'armatore Raffaele Rubattino, organizzatore della spedizione dei Mille. È in tale ambito che, nel 1830, Nina fece la conoscenza dell'allora giovane ufficiale del genio Camillo Cavour.
Con Cavour mantenne dalla casa di Palazzo De Mari un fitto rapporto epistolare (arrivando a scrivergli fino a centocinquanta lettere in un anno), soprattutto quando il futuro statista, autore di un discorso contro la tirannide interpretato come moto anti-monarchico, venne richiamato a Torino il 15 dicembre dello stesso anno.
Particolare scandalo destò la sua partecipazione a una rappresentazione lirica in abito di sgargiante colore in disprezzo del lutto seguente alla morte di Carlo Felice. Per questo motivo la famiglia fu osteggiata dalle autorità locali e Nina dovette trasferirsi a vivere a Milano presso una congiunta. Vi rimase fino al 1834.
Da quella data iniziarono i suoi trasferimenti prima a Torino, dove ebbe occasione di rivedere Cavour, e quindi a Vinadio, per curarsi alle locali terme. Infine poté far ritorno a Voltri e alloggiare nella villa della famiglia Giustiniani, dove ricevette ancora visite di Cavour, con cui compì passeggiate lungo la spiaggia della vicina Vesima. I due si videro per l'ultima volta durante un'ultima permanenza di Cavour a Voltri, prima della di lui partenza per Parigi, intorno al 18 ottobre 1834.

## Gli ultimi anni
Di fatto, mentre venivano diffuse dalla stessa famiglia allarmanti notizie sulle sue condizioni mentali, visse da reclusa gli ultimi anni di vita. La notte tra il 23 e il 24 aprile del 1841, Nina tentò per la terza volta il suicidio gettandosi dalla finestra della sua camera di Palazzo Lercari; il salto di undici metri non bastò a far finire all'istante la vita di Nina che dovette aspettare fino al 30 aprile prima di spirare.
È sepolta nella chiesa dei Cappuccini a Genova. Né il marchese Giustiniani - andato poi a seconde nozze con Geronima Ferretti (già fiamma di Goffredo Mameli), cui sopravvisse morendo poi di colera nel 1855 - né le famiglie di origine degli Schiaffino e dei Corvetto vollero che fosse seppellita nelle rispettive tombe di famiglia a Voltri, Recco e Nervi.
La lapide sulla sua tomba recita:
Per Cavour, Nina Giustiniani resterà una cara e sacra ricordanza. Lei, che non aveva dimenticato il conte, tanto da inviargli anche un'accorata lettera d'amore, scritta in dialetto genovese, con cui lo riempiva di baci, aveva annotato nel suo diario poco prima di compiere il gesto fatale: